# Aotus intermedia
Aotus intermedia är en ärtväxtart som beskrevs av Meissner. Aotus intermedia ingår i släktet Aotus och familjen ärtväxter. Inga underarter finns listade i Catalogue of Life.